# Durnal
Durnal is een plaats in en deelgemeente van de Belgische gemeente Yvoir, in de provincie Namen. Van 1850, toen het afgesplitst werd van Spontin, tot 1 januari 1977 was het een zelfstandige gemeente.
De naam van Durnal betekent „kleine Dorinne“. Het vindt dus net als Dorinne, zijn oorsprong in het Keltische woord durom, dat een klein fort betekent.

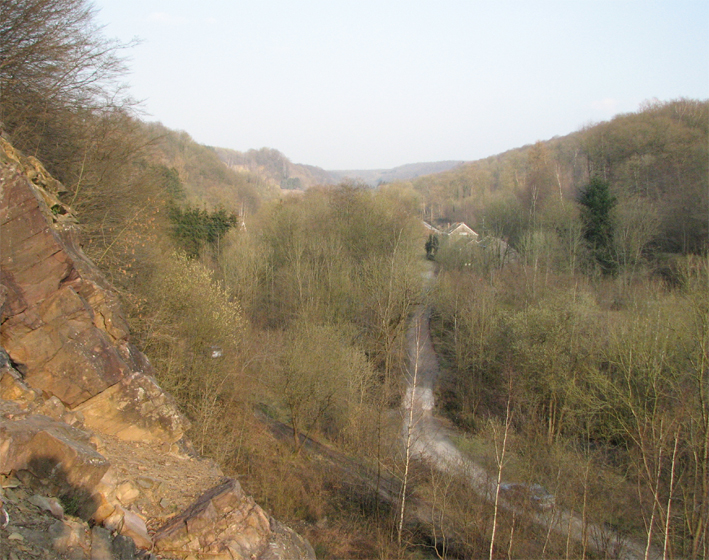
Een zicht van op de rotsen op het station van Dorinne

Bij de rotsklimmers is Durnal bekend omwille van een klimgebied dat aan de rivier le Bocq ligt, eigenlijk op het grondgebied van Chansin-Dorinne.
Het beklimmen van deze rotsen is echter voorbehouden aan klimmers die in regel zijn met de door de beheerder van deze rotsen uitgevaardigde voorwaarden. (UIAA-lidmaatschap )
Dit klimgebied is ook voor leerlinggeologen een unicum tussen al de kalkstenen en dolomietmassieven die België rijk is. Het is een soort harde zandsteen waarmee in de Condroz veel huizen zijn gebouwd. Men vindt in deze oude steengroeve tal van variëteiten terug.
Een bezienswaardigheid is het gerenoveerde station Dorinne-Durnal van de spoorlijn 128.

## Demografische ontwikkeling
- Bronnen:NIS, Opm:1831 tot en met 1970=volkstellingen, 1976= inwoneraantal op 31 december